# Nationalstraße 328 (China)
Die Nationalstraße 328 (chinesisch 328国道, Pinyin 328 Guódào, englisch China National Highway 328), chin. Abk. G328, ist eine 224 km lange, in Ost-West-Richtung verlaufende Fernstraße im Osten Chinas in der Provinz Jiangsu. Sie beginnt in der Metropole Nanjing (Nanking) und führt über Yizheng, Jiangdu, Taizhou und Jiangyan nach Hai’an.